# Остров (Ливенский район)
Остров — село в Ливенском районе Орловской области России. 
Административный центр Островского сельского поселения в рамках организации местного самоуправления и центр Островского сельсовета в рамках административно-территориального устройства.

## География
Расположено в 17 км к северо-востоку от райцентра, города Ливны, и в 122 км к юго-востоку от центра города Орёл.

## Население
| 2002 | 2010 |
| ---- | ---- |
| 361  | ↗374 |

Согласно результатам переписи 2002 года, в национальной структуре населения русские составляли 92 % от жителей.

## История
Село Остров (Спасское) впервые упоминается в писцовой книге 1678 года:234.
У северной окраины села имеется братское захоронение Второй мировой войны:234.